# Mladen Grčević
Mladen Grčević, hrvatski fotograf, (Zagreb 1918. – 2012.)  Studij prava i povijesti umjetnosti završio je u Zagrebu. Radio je kao nastavnik na Srednjoj grafičkoj skoli od 1946, kasnije kao profesor na Akademiji za primijenjene umjetnosti u Zagrebu do 1954. Fotografijom se počeo baviti 1939. i radi u stilu i načinu Zagrebačke skole. Od 1954. boravi u Parizu i putuje po Bliskom i Dalekom istoku gdje radi life fotografiju. Magistrirao je na Filozofskom fakultetu u Zagrebu 1965. godine na temu Razvoj umjetničke fotografije u Hrvatskoj.  Posebno vrijedne su njegove monografije, koje samostalno koncipira i oprema; Yougoslavie (Paris, 1955.) Situla Art (New York 1965.) Zlato i srebro Zadra (Zagreb 1971.) Starohrvatska baština ( Zagreb 1976.) Optička sjećanja ( 1988.) Bavio se i poviješću fotografije u Hrvatskoj (Umjetnička fotografija u Hrvatskoj 1891 – 1940, fenomen zagrebačke škole, Zagreb: Institut za povijest umjetnosti, 1965.) August Frajtić, dobri duh hrvatske fotografije (Zagreb 2000.) Prvi je dobitnik nagrade Tošo Dabac (1975.), a dobio je veći broj nagrada na međunarodnim izložbama fotografije i izlagao na velikom broju samostalnih izložaba. Svoju arhivu poklonio je Hrvatskom državnom arhivu, a donirao je i Muzej za umjetnost i obrt u Zagrebu.

## Unutarnje poveznice
- Zagrebačka_škola_fotografije